# Augusto Roa Bastos
Augusto Roa Bastos (Asunción, 13 giugno 1917 – Asunción, 26 aprile 2005) è stato uno scrittore paraguaiano.
Autore di romanzi, racconti, poesie, drammi teatrali e sceneggiature cinematografiche, è considerato tra i grandi maestri della letteratura latinoamericana e una figura fondamentale della narrativa contemporanea. In gioventù partecipò alla guerra del Chaco, la cui esperienza lo segnò profondamente nelle idee; in seguito lavorò come giornalista, autore cinematografico e docente. La sua fama è dovuta principalmente al complesso romanzo Yo, el supremo (Io il supremo), un racconto sulla dittatura e sulla reazione del popolo, incentrato sulla figura di José Gaspar Rodríguez de Francia, il dittatore che incarnò il potere assoluto in Paraguay tra il 1814 e il 1840.
La vita stessa di Roa Bastos dovette confrontarsi con diversi regimi militari di carattere dittatoriale. Nel 1947 lo scrittore fuggì in Argentina a causa della repressione attuata dal governo paraguaiano e, per motivi simili, nel 1976 fu costretto ad abbandonare Buenos Aires e rifugiarsi in Francia. Anche se la maggior parte delle sue opere fu scritta in esilio, Roa Bastos non smise mai di trattare nei suoi lavori le istanze storiche e sociali oltre che i miti e i simboli della sua terra natale; la sua stessa scrittura è a volte fortemente impregnata di termini guaraní, la seconda lingua ufficiale del Paraguay. Lo scrittore è in genere considerato tra i maggiori esponenti della corrente del realismo magico.
Ad Augusto Roa Bastos fu assegnato nel 1989 il Premio Miguel de Cervantes, attribuito dal Ministero dell'Educazione, della Cultura e dello Sport spagnolo per onorare un autore di opere letterarie in lingua spagnola il cui contributo sia stato particolarmente rilevante per la cultura ispanica.

## Biografia
Nato ad Asunción il 13 giugno 1917, Augusto Roa Bastos si spostò però presto con la famiglia nel villaggio di Iturbe, dove il padre, Lucio Roa, trovò lavoro come impiegato in uno zuccherificio; in questo luogo il contatto con i braccianti agricoli indigeni lo facilitò nell'apprendimento del guaraní, lingua in genere disprezzata dalle classi più elevate, presso le quali era bandita. All'età di otto anni tornò nella capitale sotto la custodia dello zio, il vescovo Hermenegildo Roa, che lo seguì negli studi; nel 1930 scrisse a soli 13 anni in collaborazione con la madre, Lucía Bastos, un dramma teatrale intitolato La carcajada ("La risata"), che rappresentò in vari villaggi del Paraguay.
Il protrarsi della guerra del Chaco tra Paraguay e Bolivia, scoppiata nel 1932, lo spinse nel 1934 ad arruolarsi come volontario nell'esercito, dove fu impiegato in compiti di retroguardia; Roa Bastos ne ricavò una profonda delusione, unita ad un forte disgusto verso ogni tipo di vessazione. Dopo l'esperienza bellica lasciò incompiuti i propri studi per cominciare a lavorare come giornalista per il periodico El País, realizzando inchieste sulla condizione dei braccianti agricoli impiegati nei latifondi coltivati a yerba mate nelle zone al confine con il Brasile; in questo periodo vinse un premio letterario per il racconto Fulgencio Miranda, rimasto inedito, e pubblicò El ruiseñor de la aurora y otros poemas, una raccolta di poesie che presto ripudiò.
Dopo aver fondato con Josefina Pla e Hérib Campos Cervera un gruppo di rinnovamento letterario chiamato Vy´a Raity (in guaraní "il nido dell'allegria"), fu invitato dal British Council in Gran Bretagna, dove assistette agli ultimi mesi della seconda guerra mondiale, descrivendone le vicende nelle sue corrispondenze per El País. In particolare si occupò di descrivere la liberazione della Francia e riuscì ad ottenere un'intervista esclusiva con il generale Charles De Gaulle. Lo scrittore tornò in patria nel 1946 ma ci rimase meno di un anno: i suoi feroci articoli nei quali attaccava i governi militari che si stavano succedendo in Paraguay lo costrinsero presto all'esilio a Buenos Aires, dove cadde in una forte depressione che lo spinse a scrivere con maggiore intensità. Risale a questo periodo la pubblicazione del libro di racconti El trueno entre las hojas ("Il tuono tra le foglie") che attirò l'attenzione dell'ambiente letterario argentino e del regista cinematografico Armando Bó, che gli chiese di adattarne una parte a sceneggiatura per un film; fu questo l'inizio di un'attività che gli permise per anni di sostenersi economicamente.
In Argentina Roa Bastos pubblicò nel 1960 Hijo de hombre ("Figlio di uomo"), un romanzo che gli diede notorietà e per il quale lo scrittore ricevette numerosi premi. L'invito rivoltogli da Carlos Fuentes e Mario Vargas Llosa a scrivere un capitolo sul dittatore José Gaspar Rodríguez de Francia nell'ambito di un progetto che prevedeva una raccolta di profili inerenti alla figura del dittatore sudamericano lo spinse a raccogliere materiale storico a questo scopo. Anche se il progetto non fu mai realizzato, tuttavia ad esso si deve la pubblicazione a pochi mesi di distanza di tre libri di grande importanza per la letteratura latinoamericana: El otoño del patriarca (L'autunno del patriarca) di Gabriel García Márquez, El recurso del método (Il ricorso del metodo) di Alejo Carpentier e Yo, el Supremo dello stesso Augusto Roa Bastos. Il romanzo, che la critica considera la sua opera più importante, gli procurò un enorme successo, ma anche l'ostilità della giunta militare argentina che si installò a Buenos Aires nel 1976 e che lo costrinse a riparare in Francia, dove ottenne la cattedra di Letteratura ispanoamericana all'Università di Tolosa. A seguito del ritiro del passaporto da parte delle autorità paraguaiane ottenne la cittadinanza sia dalla Spagna che dalla Francia.
Nel 1989, alla caduta del regime di Alfredo Stroessner, lo scrittore riottenne i documenti dal suo paese di nascita; fu questo l'atto che pose termine a 42 anni d'esilio. Nello stesso anno ottenne il prestigioso Premio Miguel de Cervantes, considerato il più importante premio letterario per gli scrittori di lingua spagnola.
Augusto Roa Bastos morì ad Asunción il 26 aprile 2005; in occasione dei suoi funerali il Paraguay decretò tre giorni di lutto nazionale.

## Opere

### Romanzi
- Figlio di uomo (Hijo de hombre) (1960), Milano, Feltrinelli, 1976
- Io il supremo (Yo, el supremo) (1974), Milano, Feltrinelli, 1978
- Vigilia del Almirante (1992)
- El fiscal (1994)
- Contravida (1994)

### Racconti
- El trueno entre las hojas (1953)
- El baldío (1966)
- Los pies sobre el agua (1967)
- Madera quemada (1967)
- Moriencia (1969)
- Cuerpo presente y otros cuentos (1971)
- Il pulcino di fuoco (El pollito de fuego) (1974), Milano, Mondadori, 1994
- Lucha hasta el alba (1979)
- I bambini volanti (Los juegos de Carolina y Gaspar) (1994), Milano, Mondadori, 1999
- Madama Sui (1996)
- Metaforismos (1996)

### Poesia
- El ruiseñor de la aurora, y otros poemas (1942)
- El naranjal ardiente (1960)

### Saggistica
- Candido Lopez, Parma, Franco Maria Ricci, (1976)
- El texto cautivo: el escritor y su obra (1990)